# ネバダ郡 (カリフォルニア州)
ネバダ郡（英: Nevada County）は、アメリカ合衆国カリフォルニア州の郡である。金銀鉱脈が連なるシエラネバダ山脈部のゴールドカントリーに位置する。人口は10万2241人（2020年）。郡庁所在地はネバダシティである。

## 歴史

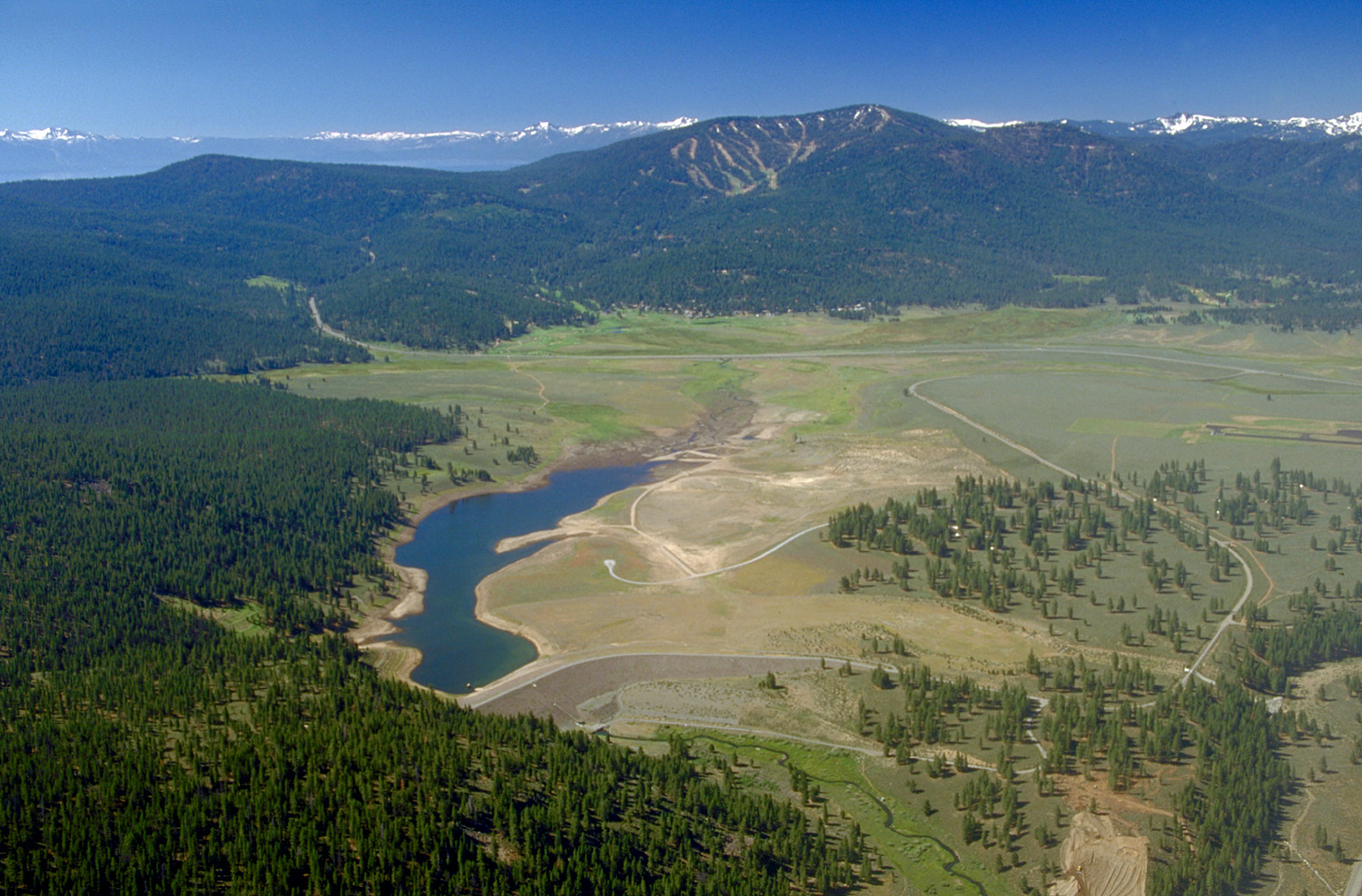
夏のマーティス・クリーク湖とダム、ネバダ郡南端のトラッキー市近くにある。満水のときは隣のプレイサー郡にまで広がる

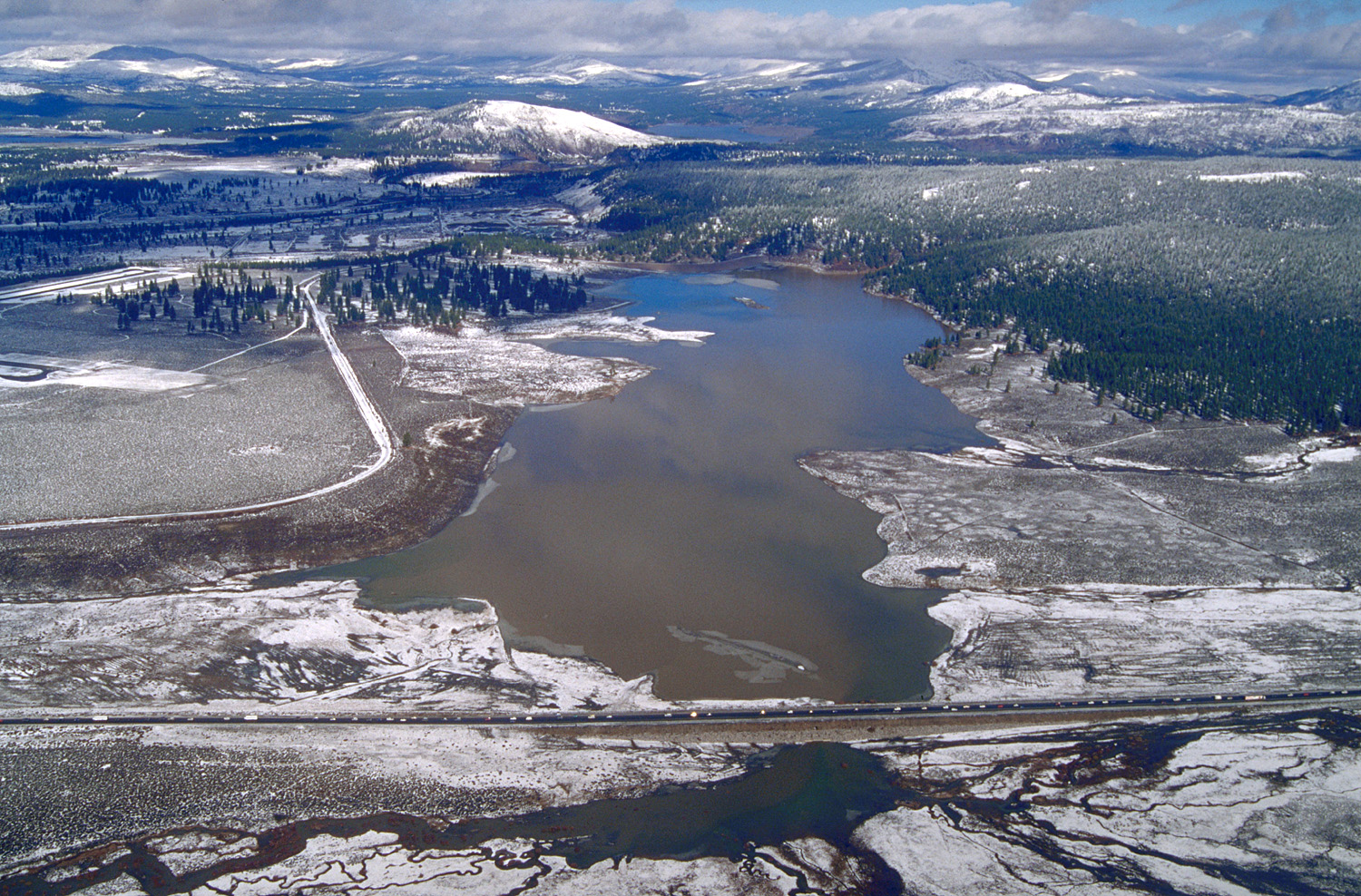
冬のマーティス・クリーク湖とダム、プレイサー郡上空から北のネバダ郡方向を望む

ネバダ郡は1851年にユバ郡から分かれて設立された。
郡名は鉱山町ネバダシティから採られており、ネバダシティは「シエラネバダ」から名前を採った。スペイン語の「ネバダ」は「雪のある」、あるいは「雪に覆われた」という意味である。
ネバダシティはその名前に初めてネバダという言葉を使った土地である。1851年に新しく設立されたネバダ郡もその名前を模倣した。ネバダ州がその名前を採用したのは10年後の1861年だった。この地域は1849年のゴールドラッシュで活性化された。カリフォルニア州の生成期に重要な役割を果たしたこの地域の誕生を跡付ける多くの歴史史跡が今も残っている。その中でもネバダシティにあるネバダ劇場は1865年に建設されカリフォルニア州では最古の劇場である。現在でも運営されており、かつては歴史に残る人物が来場したが、中でもマーク・トウェインが有名である。1890年に建設された昔の駅馬車停車場は3世紀に跨って今日でも持てなしの場となっている。この歴史的な場所は現在も「駅馬車の安全」を見せている。すなわち現在のレストランの外での展示であり、ゴールドラッシュ時代の駅馬車泥棒や悪名高い山賊の多くの伝説のもとになっている。ネバダ郡の金関連産業は第二次世界大戦の後まで繁栄を続けた。
ネバダ郡では多くの「最初」や歴史的技術の動きが行われてきた。世界初の長距離電話は1877年にリッジ電話会社がフレンチコーラルとフレンチレイクの間に敷設したものであり、延長は58マイル (93 km) あった。この地に1853年頃に建てられた建物からミルトン鉱山会社が運営していた。ペルトン水車は金山に動力を供給するために作られたものであり、現在も水力発電機を駆動している。ネバダシティとグラスバレー市はカリフォルニア州で最も初期に電灯を灯した都市だった。オリンピック、NASAおよび事実上国内のあらゆるテレビ局はグラスバレーで設立されたグラスバレー・グループが設計し製造したビデオと放送の機器を使用している。電子医療投薬機器は、ネバダ郡で初めて開発され製造された。最初に商業生産が可能なテレビ電話はネバダシティで開発された。50以上のハイテクと応用技術の会社および1,000以上のハードウェアとソフトウェアがその設計と開発についてネバダ郡から生まれた。ネバダ郡は「シエラのシリコンバレー」と呼ばれることもある。最初のテレビゲームのポンもネバダ郡で生まれた。
ネバダ郡狭軌鉄道は1876年に建設され、その主要貨物は金だったが、西部では一度も強盗に遭ったことがない唯一の鉄道となった。鉄道の建設者でオーナーのジョン・フリント・キダーは強盗を試みる者なら誰でも自ら追跡して殺したという評判がある。この鉄道は1942年に廃線になり、スクラップになった。
グラスバレーでは1851年にホルブルック・ホテルが開業し、マーク・トウェイン、ブレット・ハート、さらに4人のアメリカ合衆国大統領（ユリシーズ・グラント、グロバー・クリーブランド、ベンジャミン・ハリソンおよびジェームズ・ガーフィールド）が泊まった。
ラフ・アンド・レディの町はアメリカ合衆国から脱退し、一時期ラフ・アンド・レディ大共和国を形成した。

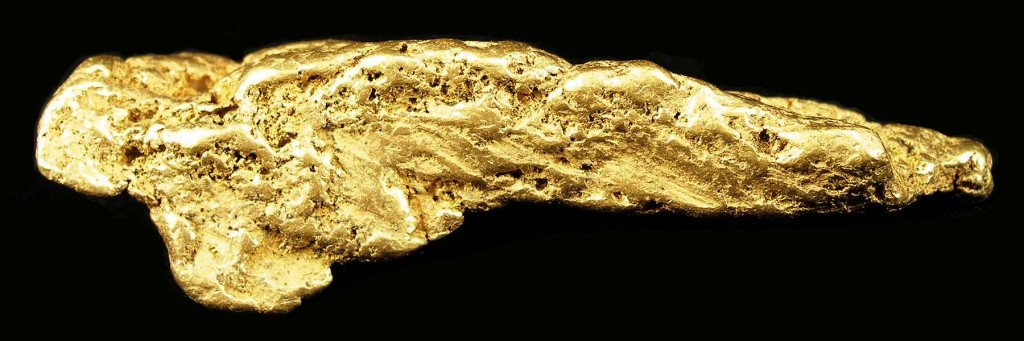
金塊、約6 トロイオンス、ネバダ郡のユバ川鉱床で採鉱、寸法: 8.3 x 2.8 x 2.3 cm.

## 地理
アメリカ合衆国国勢調査局に拠れば、郡域全面積は974平方マイル (2,524 km2)であり、このうち陸地は958平方マイル (2,480 km2)、水域は17平方マイル (44 km2)で水域率は1.73%である。
郡の西部は幾つかの水流が境界となり隣接する群と不規則な郡境を形成している。郡が創設されたとき、創設者は大陸横断鉄道を利用できることを望んだので、鉄道町のトラッキーを含む矩形の部分が付け加えられた。このことで注意すべきことは郡の最終形状が、ゴールドラッシュの郡で都会風の住人に気に入られた懐中型の拳銃デリンジャーに似てきたことである。

### 生態系
郡内には相当な面積の森林、草原、サバンナ、水辺地域などの生態系がある。森林には針葉樹やオークの木が多いタイプの森がある。また多くの低木広葉草本やイエロー・マリポサ・リリー (Calochortus luteus)などの野草も自生している。

### 国立自然保護地域
- タホ国立の森（部分）
- トイヤベ国立の森（部分）

### 隣接する郡
- プレイサー郡 - 南
- ユバ郡 - 西
- シエラ郡 - 北
- ワショー郡 (ネバダ州) - 東

ネバダ郡はアメリカ合衆国の郡で隣の州と同じ名前を持つ4郡の1つである。（他の3つはオクラホマ州テキサス郡、ペンシルベニア州デラウェア郡、ウェストバージニア州オハイオ郡である）。

## 都市と町
| - グラスバレー - ネバダシティ（郡庁所在地） - トラッキー - アルタシエラ - バーチビル - ボリアル - シーダーリッジ - シカゴパーク - フレンチコーラル - フロリストン - グラナイトビル - キングベール | - レイクワイルドウッド（ゲーテッドコミュニティ） - レイク・オブ・ザパインズ（ゲーテッドコミュニティ） - ノーデン - ノースブルームフィールド - ノースコロンビア - ノースサンフアン - オファーヒル - ピアデール - ペンバレー - プレザントバレー - ラフ・アンド・レディ - スペンスビル - ソーダスプリングス - スウィートランド - ワシントン |

## 交通

### 主要高規格道路
- 州間高速道路80号線
- カリフォルニア州道20号線
- カリフォルニア州道49号線
- カリフォルニア州道89号線
- カリフォルニア州道174号線

### 公共交通
- ゴールドカントリー・ステージがグラスバレー、ネバダシティ、シーダーリッジ、およびプレイサー郡コルファックスでバス便を運行している。グラスバレーとプレイサー郡のオーバーンの間への乗り継ぎが可能である。
- プレイサー郡が運行するタホ地域急行交通は、トラッキーとタホ湖およびネバダ州との乗り継ぎルートを運行している。トラッキーには独自の公共バス交通がある。
- グレイハウンドとアムトラックはトラッキーとコルファックスで停車する。

### 空港
- ネバダ郡エアパークはグラスバレーの東にある一般用途空港である
- トラッキー・タホ空港はトラッキーにあり、一部はネバダ郡、一部はプレイサー郡に入っている一般用途空港である

## 人口動態
以下は2000年国勢調査による人口統計データである。
| 基礎データ - 人口: 92,033人 - 世帯数: 36,894 世帯 - 家族数: 25,936 家族 - 人口密度: 37人/km2（96人/mi2） - 住居数: 44,282軒 - 住居密度: 18軒/km2（46/mi2） 人種別人口構成 - 白人: 93.39% - アフリカン・アメリカン: 0.28% - ネイティブ・アメリカン: 0.88% - アジア人: 0.78% - 太平洋諸島系: 0.09% - その他の人種: 1.94% - 混血: 2.64% - ヒスパニック・ラテン系: 5.65% - ドイツ系アメリカ人: 16.4% - イングランド系アメリカ人: 16.3% - アイルランド系アメリカ人: 11.1% - イタリア系アメリカ人: 6.8% - 先祖がアメリカ人: 6.6% 主たる言語による人口構成 - 英語: 94.0% - スペイン語: 4.2% | 年齢別人口構成 - 18歳未満: 23.1% - 18-24歳: 6.1% - 25-44歳: 24.1% - 45-64歳: 29.3% - 65歳以上: 17.4% - 年齢の中央値: 43歳 - 性比（女性100人あたり男性の人口） - 総人口: 98.3 - 18歳以上: 94.7 世帯と家族（対世帯数） - 18歳未満の子供がいる: 28.7% - 結婚・同居している夫婦: 57.6% - 未婚・離婚・死別女性が世帯主: 8.8% - 非家族世帯: 29.7% - 単身世帯: 22.8% - 65歳以上の老人1人暮らし: 9.8% - 平均構成人数 - 世帯: 2.47人 - 家族: 2.88人 収入と家計 - 収入の中央値 - 世帯: 45,864米ドル - 家族: 52,697米ドル - 性別 - 男性: 40,742米ドル - 女性: 27,173米ドル - 人口1人あたり収入: 24,007米ドル - 貧困線以下 - 対人口: 8.1% - 対家族数: 5.5% - 18歳未満: 9.5% - 65歳以上: 4.9% |

## 政治
2009年4月21日時点で、ネバダ郡には25,601人の登録共和党支持者と21,548人の登録民主党支持者がおり、12,184人は支持政党の回答を拒否した有権者である。アメリカ独立党とアメリカ緑の党の支持者はそれぞれ2,000人以下である。2000年と2004年のアメリカ合衆国大統領選挙ではジョージ・W・ブッシュが過半数を得票した。2008年の選挙ではバラク・オバマが51.5%対46.2%でネバダ郡を制した。大統領選挙で民主党がネバダ郡の多数を取ったのは1964年のリンドン・B・ジョンソン以来だった。
アメリカ合衆国下院議員の選挙ではカリフォルニア州第4選挙区の一部であり、カリフォルニア州議会下院議員の選挙では第3選挙区、カリフォルニア州議会上院議員の選挙では第4および第1選挙区に入っており、2010年時点で全て共和党議員が努めている。
2008年の命題8に関する住民投票では3票差で法案に賛成した。これは同性同士の結婚を禁止するためのカリフォルニア州憲法修正案だった。

## 著名な住人
- ライマン・ギルモア、ライト兄弟と同時代の発明家、蒸気機関を動力とする飛行機を製作し、最初の商業的な飛行場であるギルモア飛行場 (Gilmore Airfield) をグラスバレーで開設した。ライト兄弟以前に飛行に成功したという証拠も有る。
- チャールズ・リットン・シニア、ネバダ郡住人で起業家、マグネトロン・チューブの開発でレイセオンを援助した。
- リッキー・ウィリアムズ、NFLアメリカンフットボールのスター、ネバダ郡在住
- エドウィン・W・ライマーズ、元俳優、テレビアナウンサー、1986年にネバダシティで死去
- ニール・カシュカリ、元連邦政府の不良資産救済プログラム推進者、「ワシントン解毒」の一部としてネバダ郡に在住[6]